# Гер, Герхард де
Герхард Луи де Гер (швед. Gerhard Louis de Geer; 27 ноября 1854, Кристианстад — 25 февраля 1935, там же) — шведский либеральный политический и государственный деятель, премьер-министр Швеции (1920—1921). Губернатор лена Кристианстад (1905—1923).

## Биография
Родился в аристократической семье барона Луйса де Гера, политика, первого премьер-министра Швеции в 1876—1880 годах.
Изучал право в Университете Уппсалы. После его окончания начал политическую деятельность. В 1901—1914 годах был членом Риксдага.
Умеренный либерал. На парламентских выборах 1920 года количество мест, полученных ведущими партиями, было недостаточным для формирования шведского правительства. Герхард Луи де Гер, будучи независимым политиком, несвязанным с какой-либо партией, был назначен королём Густавом V государственным министром для формирования переходного коалиционное правительства до следующих парламентских выборов, назначенных на осень 1921 года.
Ушёл в отставку после 121 дней пребывания в должности, уступив премьерское кресло Оскару фон Сюдову.
В 1905—1923 годах занимал должность губернатора лена Кристианстад.